# فيتوريو تافياني
فيتوريو تافياني (و. 1929 – 2018 م) هو مخرج أفلام، ومنتج أفلام، وكاتب سيناريو، ومخرج  من إيطاليا، ومملكة إيطاليا، ولد في سان مينياتو، توفي في روما، عن عمر يناهز 89 عاماً.

## وصلات خارجية
- فيتوريو تافياني في قاعدة بيانات الأفلام على الإنترنت
- فيتوريو تافياني  على موقع أول موفي